# Нан Тарат
Нан Тарат (пом. 1698) — тридцять другий правитель королівства Лансанг.
Був двоюрідним братом короля Сурінья Вонґса. Зайняв трон 1695 після смерті Тіан Тала, однак уже 1698 року його повалив та стратив король Сеттатірат II, онук Сурінья Вонґса.
Правління Нан Тарата позначилось глибокою кризою та боротьбою за владу, що переросла у громадянську війну. Результатом тієї війни став розпад королівства Лансанг 1707 року на королівства В'єнтьян і Луанґпхабанґ. Правителем першого було проголошено Сеттатірата II, а королем іншого став Кінґкітсарат, також нащадок Сурінья Вонґса.